# Świtkowa
Świtkowa (słow. Svitkova, 1082 m) – szczyt w Grupie Oszusa w Beskidzie Żywiecko-Kisuckim, znajdujący się w głównym grzbiecie tego pasma, pomiędzy przełęczą Przysłop, a Bukowiną (1049 m). Grzbietem tym przebiega granica polsko-słowacka oraz Wielki Europejski Dział Wodny. Świtkowa jest najbardziej na zachód wysuniętym szczytem Grupy Oszusa. Jej północno-wschodnie stoki są polskie i opadają do doliny potoku Cicha w Soblówce, w południowo-zachodnim natomiast kierunku odbiega od Świtkowej długi grzbiet opływany przez dwa źródłowe cieki Vychylovki. Znajduje się on w całości na Słowacji.
Świtkowa jest porośnięta lasem, ale u jej południowych podnóży (na Słowacji) znajduje się należąca do osady Vychylovka duża polana z domkami letniskowymi. Duże polany, znajdują się również u podnóży jej polskich stoków, w miejscowości Soblówka, na większości z nich jednak zaprzestano już ich koszenia i wypasania, wskutek czego zarastają lasem. Do przełęczy Przysłop stoki Świtkowej opadają stromo, a różnica wysokości wynosi około 120 m, w kierunku Bukowiny natomiast Świtkowa tworzy dość równy grzbiet o niewielkich różnicach wysokości.
Świtkowa znajduje się w granicach miejscowości Soblówka w województwie śląskim, w powiecie żywieckim, w gminie Ujsoły. Przez jej szczyt prowadzi słowacki szlak turystyczny (niebieski), można na niego wejść z przełęczy Przysłop.

## Szlak turystyczny
słowacki szlak graniczny.